# هابل (دهانه)
هابل یک دهانه برخوردی در ماه‌ است.

## دهانه‌های اقماری
این دهانه ۱ دهانه اقماری دارد.
| Hubble | عرض جغرافیایی | طول جغرافیایی | قطر          |
| ------ | ------------- | ------------- | ------------ |
| C      | ۱۹.۶° N       | ۸۵.۳° E       | ۵۰.۰ کیلومتر |